# Gerygone magnirostris hypoxantha
El gerigón de la Biak (Gerygone Magnirostris hypoxantha) es una subespecie de gerigón picudo, pero a veces se considera una especie separada (Gerygone hypoxantha). Es endémica de Papúa Occidental, Indonesia. Sus hábitats naturales  son los bosques húmedos de tierras bajas tropicales  o subtropicales, y matorrales tropicales o  subtropicales. Está amenazada por pérdida de hábitat, cuando todavía se consideraba una especie independiente, que fue catalogado como en Peligro por la UICN.